# Kerrier District 2
Albums de Kerrier District
Amen Andrews vs. Spac Hand Luke Benefist
Kerrier District 2 est un album de musique électronique de Kerrier District, sorti en 2006 sur le label Rephlex Records.

## Titres
| 1.    | Ce Porte                   | 5:12 |
| 2.    | Disco Nasty                | 6:02 |
| 3.    | Robotuss                   | 5:34 |
| 4.    | Sho U Rite                 | 4:55 |
| 5.    | Realistique                | 5:23 |
| 6.    | Sho U Rite (Ceephax Remix) | 7:34 |
| 34:00 |                            |      |